# Megaselia comfurcula
Megaselia comfurcula är en tvåvingeart som beskrevs av Rudolf Beyer 1965. Megaselia comfurcula ingår i släktet Megaselia och familjen puckelflugor. Inga underarter finns listade i Catalogue of Life.